# Hvem var hun?
Hvem var hun? er en dansk stumfilm fra 1915, der er instrueret af Lau Lauritzen Sr. efter manuskript af I.A. Jensen.

## Handling
Denne artikel mangler et handlingsreferat. Hjælp os med at skrive det.

## Medvirkende
- Oscar Stribolt - Borgmesteren
- Frederik Jacobsen - Doktoren
- Johannes Ring - Redaktøren
- Henry Seemann - Herredsfuldmægtigen
- Gyda Aller - Den skønne ubekendte